# Rudnica
Rudnica (německy Hammer - Solecka) je vesnice v Polsku v gmině Krzeszyce v sulęcińském povietu v Lubušském vojvodství. Nachází se 4 km východně od obce Kołczyn, 14 km jihozápadně od Gorzówa, necelý 1 km na východ od říčky Lubniewky, která je levým přítokem řeky Warty a asi 2 km jižně od železniční trati z Gorzówa do Kostrzyna nad Odrou.
V letech 1975–1998 patřila obec administrativně do Gorzówského vojvodství.

## Historie
Obec byla založena v oblasti, která ještě v 15. století patřila k Velkopolsku. Samotná Rudnica vždy náležela k Braniborsku-Prusku. Jak její německý, tak polský název odkazují na skutečnost, že se zde těžila a tavila železná ruda.
Počátky vsi spadají do poloviny 15. století, kdy byl na pozemcích obce Kołczyn založen hamr. Proto dostala původní osada jméno Neuen Koltzschen. V roce 1580 se hamr nazýval německy Rede.

## Památky
V obci je kostel Svaté rodiny z roku 1910.